# حارة الردمي (صنعاء)
الردمي هي إحدى حارات حي سدس الروض بمدينة الروضة شمال العاصمة اليمنية "صنعاء"، بلغ تعداد سكانها 654 نسمة حسب تعداد اليمن لعام 2004.